# Anton Müller (Architekt)
Anton Müller (* 10. September 1848 in Freudenthal; † 24. April 1932 in Leutschau) war ein österreichischer Architekt.

## Leben
Anton Müller wurde am 10. September 1848 in Freudenthal im damaligen Herzogtum Schlesien (heute Bruntál in Tschechien) geboren. Müller wurde 1872 aus Wien als Architekt der 16 Zipser Städte nach Leutschau berufen. Er entwarf und errichtete ab 1876 als selbständiger Architekt viele Bauten in der Zips im Stil der Secession, Neugotik, Romantik und Neorenaissance.

## Bauten (Auswahl)
- Umbau des Theaters 1872, Leutschau
- Kasernen 1885,86, Leutschau
- Synagoge 1898,99, Leutschau
- Hermann Gustav Kranken- und Waisenhaus, 1899, 1902, Leutschau
- Marienkirche 1907, Leutschau
- Kirchen in Höhlenhain 1890, Schmögen 1909, Kirchdrauf
- Bade- und Kurhäuser in Neu Schmecks 1882, 1890 In Leutschau 1891-1893